# Hertugdømmet Bøhmen
Hertugdømmet Bøhmen var et monarki og og rigsfyrstedømme i det tysk-romerske rige i Centraleuropa i den tidlige og høje middelalder. Det blev grundlagt omkring 870 af tjekker som en del af Stormähren, men brød fri efter hertug Spytihněv sværgede troskab til den østfrankiske konge Arnulf af Kärnten i 895.
Mens de bøhmiske hertuger fra Přemyslid-dynastiet, der i starten herskede fra Prags borg og Levý Hradec, bragte yderligere godser under deres kontrol, fortsatte kristningen af Mähren, som var blevet påbegyndt af de to helgener Sankt Kyrillos og Sankt Methodios, under frankiske biskopper fra Regensburg og Passau stift. I 973 blev ærkebispedømmet Prag grundlagt i et samarbejde mellem hertug Boleslav 2. og kejser Otto 1.. Den afdøde hertug Wenzel 1. af Bøhmen, der blev dræbt af sin lillebror Boleslav i 935, blev landets første skytshelgen.
Omkring 1000-tallet var landet besat af den polske konge Boleslav 1., og Přemyslid-dynastiet var plaget af interne konflikter, og i 1002 modtog hertug Vladivoj derfor Bøhmen som len af den østfrankiske konge Henrik den Hellige, hvorefter hertugdømmet blev en rigsstand i det tysk-romerske rige. i 1198 lykkedes det hertug Ottokar 1. at få den tyske konge Filip af Schwaben til at ophæve hertugdømmet Bøhmen til et arvemonarki. Přemyslid-dynastiet forblev ved magten igennem højmiddelalderen, indtil dynastiets mandlige slægtslinje uddøde efter kong Wenzel 3. i 1306.